# بيتي بليث
بيتي بليث (1 سبتمبر 1893 - 2 أبريل 1972) (بالإنجليزية: Betty Blythe)‏ هي ممثلة أفلام صامتة أمريكية، ولدت بمدينة لوس أنجلوس، كاليفورنيا، اشتهرت بدورها في فيلم ملكة سبأ عام 1921.

## أعمالها

### أفلام
- 1917: شعبه الخاص[3]
- 1918: لعبة مصير[4]
- 1918: خطيئة الأم[5]
- 1918: على القمة
- 1918: الإله الأخضر
- 1918: ملك الماس
- 1918: حياة متشابكة
- 1918: عمل الحياة
- 1918: كل البشر
- 1918: الأصول المخزنة
- 1918: ملكة جمال طموح
- 1919: تيار ماريسكا
- 1921: ملكة سبأ

## وصلات خارجية
- بيتي بليث على موقع IMDb (الإنجليزية)
- بيتي بليث على موقع ألو سيني (الفرنسية)
- بيتي بليث على موقع أول موفي (الإنجليزية)
- بيتي بليث على موقع قاعدة بيانات برودواي على الإنترنت (الإنجليزية)
- بيتي بليث على موقع قاعدة بيانات الأفلام السويدية (السويدية)
- بيتي بليث على موقع قاعدة بيانات الفيلم (الإنجليزية)
- بيتي بليث على موقع كينوبويسك (الروسية)